# Helminthosporiella
Helminthosporiella is een monotypisch geslacht van schimmels behorend tot de familie Massarinaceae. Het bevat alleen Helminthosporiella stilbacea.